# Villa Rossi
Villa Rossi é um município da província de Córdova, na Argentina.